# Angelo Gabrielli (imprenditore)
(Ezio Glerean)
Angelo Gabrielli (Covolo di Pederobba, 13 agosto 1926 – Cittadella, 30 luglio 2009) è stato un imprenditore e dirigente sportivo italiano.

## Biografia
Fonda nel 1954 a Cittadella in provincia di Padova quello che poi diventerà il secondo gruppo siderurgico in Italia ovvero la Siderurgica Gabrielli. Nel 1966 diventa prima dirigente e poi nel 1967 presidente dell'A.C. Olimpia una delle due squadre di Cittadella (l'altra era la Cittadellese) rimanendoci per un totale di sette anni. Nel 1973 a causa dei debiti che le due società Olimpia e Cittadellese avevano, decide di fondere le due squadre dando vita all'Associazione Sportiva Cittadella. Partito con il Cittadella dalla Promozione Veneta, nel 1980 arriva il primo trofeo della sua gestione. Conquista infatti la Coppa Italia Dilettanti. Nel 1986 lascia la presidenza a Giancarlo Pavin tenendo comunque quella onoraria e la proprietà. Nel 1989 ottiene la promozione in Serie C2 mentre nel 1998 approda in Serie C1. Nel 1995 lascia la presidenza al figlio Piergiorgio Gabrielli. Nel 2000 conquista una storica promozione in Serie B. Nel 2002 dopo la retrocessione in Serie C1 prende il posto del figlio come presidente. Nella stagione 2007-2008 riporta il Cittadella in Serie B. Muore dopo una lunga malattia a Cittadella la sera del 30 luglio 2009 all'età di 83 anni. Il suo posto alla guida dei granata viene preso dal figlio Andrea Gabrielli. Sotto la sua gestione sono cresciuti molti giocatori che poi si sono affermati a grandi livelli come Andrea Campagnolo, Damien Chrysostome, Riccardo Meggiorini, Stefano Okaka, Giancarlo Pasinato, Matteo Rubin, Ugo Tosetto, Matteo Ardemagni, Antimo Iunco e Andrea Pierobon.

## Onorificenze
- Il 26 giugno 2012 a Linz in Austria gli viene intitolata una via, la "Angelo Gabrielli Strasse".[6][7]

- Il 4 ottobre 2013 a Cittadella, il viale antistante lo Stadio Piercesare Tombolato, ovvero "Viale dello Sport", viene rinominato e dedicato all'ex patron granata diventando "Via Angelo Gabrielli".[8][9]